# Dragon Ball - Piano per lo sterminio dei Super Saiyan
Dragon Ball - Piano per lo sterminio dei Super Saiyan (ドラゴンボール 超サイヤ人絶滅計画?, Doragon Bōru Sūpā Saiya-jin Zetsumetsu Keikaku) è il secondo OAV ispirato all'anime di Dragon Ball, remake della miniserie OAV Dragon Ball Z Gaiden: Saiyajin zetsumetsu keikaku tratto da un videogioco per il NES di Dragon Ball Z. Il corto è uscito in data 11 novembre 2010 all'interno del gioco Dragon Ball: Raging Blast 2 per PlayStation 3 e Xbox 360.
Come per l'ONA Ossu! Kaette kita Son Goku to nakama-tachi e le sigle di Dragon Ball Kai, in questo cortometraggio si può notare l'uso delle nuove tecniche di animazione. Anche in questa occasione, è stato riunito lo stesso cast dei doppiatori originali.
Il titolo italiano deriva dall'edizione tradotta del gioco. Come si può notare l'intitolazione è leggermente diversa dall'OAV originario, perché privo della lettera "Z" e della parola "Gaiden", e vi è inoltre aggiunta la parola Super Saiyan invece di Saiyan. L'OAV segue fedelmente la storia del precedente se non per qualche differenza, compresa l'ambientazione che avviene prima del Cell Game. Il film è stato distribuito in Italia, sempre in allegato al gioco, il 4 novembre 2010, soltanto con i sottotitoli in italiano.
L'OAV è stato distribuito nuovamente in DVD il 3 febbraio 2012 in Giappone sul magazine Saikyō Jump di Shūeisha assieme allo spinoff Dragon Ball: Episode of Bardock.

## Trama
Il mondo viene invaso da alcuni congegni che esalano una tossina mortale chiamata "destron gas" (デストロンガス?, Desutorongasu) che, secondo i calcoli di Bulma, rischia di portare la fine dell'umanità nel giro di qualche mese. Son Goku, Piccolo, Trunks del futuro, Son Gohan e Vegeta si muovono alla ricerca dei congegni. Dal gas si generano dei cloni di Turles, Lord Slug, Freezer e Cooler creati dal Dr. Raichi, unico superstite della razza tsufuru annientata dai saiyan, immagazzinando il loro rancore, con l'intento di vendicarsi e distruggerli.
Dopo alcune peripezie, Goku e gli altri riescono a distruggere i cloni, grazie a un piccolo aiuto di Bulma. Re Kaioh del Nord avverte i guerrieri che per mettere fine a tutto bisogna localizzare l'artefice del destron gas, così Goku e gli altri lo localizzano sull'asteroide vicino alla Terra e Vegeta lo annienta con il lampo finale. Il dottore ha però un ulteriore asso nella manica: Hatchyack, il cui potere, secondo Goku, è addirittura superiore a quello di Broly. Dopo un combattimento estenuante, Goku scopre il punto debole dell'avversario, dove, quando prepara il colpo, dopo 15 secondi abbassa tutte le sue difese, e un colpo simultaneo lanciato da tutto il gruppo riesce a sconfiggerlo per sempre.

## Differenze con l'OAV originale
- Nel nuovo OAV sono stati fatti grandi tagli rendendo il film, oltre che breve, frenetico per l'avvenire veloce degli eventi: infatti, sono state completamente rimosse le strane creature e il guardiano della dimora del Dr. Raichi, le quali nel precedente OAV formavano gran parte del film. Complessivamente, inoltre, anche le scene dei combattimenti con Hatchyack e il Dr. Raichi si sono notevolmente accorciate.
- Le placche di Hatchyack appaiono di color verde e non più azzurre, come anche la barriera magica del Dr. Raichi, la quale, oltre ad avere tale colore, non appare più con la strana forma di mosaico, ma ricorda la Barriera androide di C-17.
- Rispetto all'originale OAV, Hatchyack parla in diverse occasioni.
- Per raggiungere il Pianeta Oscuro Goku usa il Teletrasporto, mentre nell'originale OAV, viene usata la navicella della Capsule Corporation.
- In questo nuovo film, il Dr. Raichi morfologicamente appare completamente diverso. Inoltre in un flashback viene mostrato come il Dr. Raichi riesca a mettersi in salvo, mentre nel film Originale viene ucciso dal violento colpo sferrato da un saiyan trasformato in scimmione.
- Nell'OAV originale il pianeta Oscuro si trova ai confini dell'universo, mentre qui è in contatto con la Terra.
- Nell'OAV originale Hatchyack viene sconfitto dagli attacchi combinati di Son Goku, Vegeta, Trunks e Son Gohan, mentre Piccolo resta privo di sensi; nel remake si aggiunge anche Piccolo, che contribuisce alla sconfitta scatenando anche lui un'onda contro il nemico.

## Rapporto con la serie originale
L'OAV è ambientato nei dieci giorni precedenti il Cell Game, in quanto Son Gohan può trasformarsi in Super Saiyan ed è presente Trunks del futuro.

## Doppiaggio
| Personaggio | Doppiatore      |
| ----------- | --------------- |
| Son Goku    | Masako Nozawa   |
| Son Gohan   | Masako Nozawa   |
| Vegeta      | Ryō Horikawa    |
| Trunks      | Takeshi Kusao   |
| Piccolo     | Toshio Furukawa |